# John Moors Cabot
John Moors Cabot (* 11. Dezember 1901 in Boston, Massachusetts; † 24. Februar 1981) war ein US-amerikanischer Diplomat und fungierte als Botschafter der Vereinigten Staaten in mehreren Ländern.

## Leben
Sein Vater war der Unternehmer Godfrey Lowell Cabot. Er wurde in Buckingham Browne & Nichols, an der Harvard University und an der University of Oxford ausgebildet. 1927 veröffentlichte er sein Buch The Racial Conflict in Transylvania, das von den Problemen der ethnischen Gruppen in der Siebenbürgen handelt. 
1936 leitete er die Abteilung Zentralamerika des US-Außenministeriums. Von 1945 bis 1946 war er an der US-Botschaft in Argentinien als Botschaftssekretär akkreditiert und erlebte die Wahl von Juan Perón. 1947 war er an der US-Botschaft in Jugoslawien als Botschaftssekretär akkreditiert. Die Regierung Tito hatte die Auslieferung von Kriegsverbrechern wie Stjepan Hefer, Mile Starčević und Vjekoslav Vrančić von den Alliierten Behörden in Italien gefordert.
Mitte 1947 telegrafierte John Cabot an den US-amerikanischen Außenminister, dass zwischen dem Heiligen Stuhl und der Argentinischen Regierung eine Vereinbarung getroffen worden sei, um Schuldige außer Landes zu bringen. Die Kriegsverbrecher wurden später zum Croatian Liberation Movement recycelt, und John Moors Cabot wurde mitgeteilt, dass es sich bei dieser Rattenlinie um eine US-Staatsdoktrin handelt.
Zwischen 1950 und 1952 war Cabot amerikanischer Botschafter in Finnland, anschließend kurzzeitig in Pakistan. Von 1953 bis 1954 fungierte er als Staatssekretär für interamerikanische Angelegenheiten (Assistant Secretary of State for Inter-American Affairs) im Außenministerium unter Präsident Dwight D. Eisenhower. 
Zwischen 1954 und 1957 war er als amerikanischer Botschafter in Schweden tätig. Weitere Stationen waren Kolumbien, Brasilien und Polen. 
1963 wurde er in die American Academy of Arts and Sciences gewählt.

## Veröffentlichungen
- The Racial Conflict in Transylvania: A Discussion of the Conflicting Claims of Rumania and Hungary to Transylvania, the Banat, and the Eastern Section of the Hungarian Plain, 1926
- Toward Our Common American Destiny, 1954
- First line of defense: forty years' experiences of a career diplomat (Georgetown University, School of Foreign Service, 1979).